# صحرای تاتارها
صحرای تاتارها یا بیابان تاتارها (به ایتالیایی: Il deserto dei Tartari) رمانی از دینو بوتزاتی نویسنده سرشناس ایتالیایی است. این رمان در سال ۱۹۴۰ به چاپ رسیده‌است و تاکنون بارها به فارسی ترجمه و چاپ شده‌است.

## ترجمه‌ها به فارسی
۱. بیابان تارتارها: سروش حبیبی
۲. صحرای تاتارها: مهشید بهروزی (۱۳۶۵)
۳. صحرای تاتارها: محسن ابراهیم (۱۳۷۹، نشر مرکز)

## اقتباس سینمایی
والریو زورلینی کارگردان ایتالیایی از این رمان فیلمی ساخته‌است. بسیاری از صحنه‌های آن در ارگ بم فیلمبرداری شده بود.
در نسخه سینمایی این فیلم در حالیکه بیش از 90درصد صحنه های این فیلم در ارگ تاریخی بم فیلمبرداری شده است و حتی نعدادی از هنرمندان ایرانی از جمله محمد علی کشاورز در این فیلم حضور داشته اندامامتاسفانه چه در تیتراز آغازین و چه تیتراژپایانی فیلم هیچ اشاره ای به این موضوع و لوکیشن اصلی فیلم(ارگ تاریخی بم) نشده است.